# Associação Desportiva São Caetano
Associação Desportiva São Caetano, almindeligvis kendt som São Caetano, er et brasiliansk fodboldhold med base i byen São Caetano, Brasilien, som er en del af hovedstadsområdet São Paulo. Klubben er sluttet som nummer to i Série A to gange og en gang i Copa Libertadores.

## Historie
Klubben blev grundlagt i 1989[kilde mangler] og fandt tidligt succes og vandt tredje og anden division i São Paulos regionale turneringer.[kilde mangler] São Caetano blev landskendt i 2000.[kilde mangler]
I 2000 blev det brasilianske mesterskab udkæmpet på en temmelig usædvanlig måde. I henhold til tidligere bedrifter skulle holdene spille i første (bedste hold), anden eller tredje division; São Caetano spillede i anden.[kilde mangler] Forskellen var, at efter at alle divisioner var færdige, ville en miniturnering samle repræsentanter fra dem alle (et hold fra Tredje Division, tre fra Anden og tolv fra Første), og vinderen ville være den brasilianske mester i 2000.[kilde mangler]
São Caetano blev nummer to i anden division og kvalificerede sig til finalen. De slog Fluminense, Palmeiras og Grêmio og gik ind i finalen mod Vasco da Gama.[kilde mangler] Den første kamp endte uafgjort. I løbet af den andet invaderede fans banen og kampen blev afbrudt. På trods af flere ønsker om, at São Caetano skulle erklæres mester, anmodede Vasco ligaen om en tredje kamp, som Vasco gik hen og vandt.[kilde mangler]
I modsætning til mange hold, der stiger hurtigt i graderne og derefter hurtigt falder tilbage til ukendtheden, havde São Caetano endnu en stærk sæson i 2001. Efter at have spillet en hel sæson i topdivisionen nåede de finalen mod Atlético Paranaense.[kilde mangler] Endnu en gang sluttede de som nummer to, men på to sæsoner i træk med gode placeringer, sikredes deres ry på et nationalt niveau.
I 2002 var São Caetano finalist i Copa Libertadores, den vigtigste turnering i Sydamerika. Igen blev de nummer to, da de tabte finalen til Olimpia i Paraguay efter straffesparkskonkurrence.

São Caetano havde vundet respekt, men ingen titler. I 2004 vandt São Caetano São Paulo State Championship og slog upstate-holdet Paulista fra Jundiaí.
Den 27. oktober 2004, mens de spillede i en kamp mod São Paulo, led São Caetano-forsvarer Serginho et dødeligt hjerteinfarkt. Da São Caetanos personale lod Serginho spille selvom de vidste at han havde hjerteproblemer, blev klubben straffet kraftigt af CBF, og sidenhen har klubben oplevet et fald i deres præstationer.
I slutningen af 2006 sluttede de inden for nedrykningsområdet og spillede i 2007 i Brasileirão B. De forblev der indtil 2013, hvor holdet sluttede på 19. pladsen og rykkede ned til Série C efter 14 år i de to øverste rækker i Brasilien. Samme år var holdet nedrykker i São Paulo statslige mesterskab, hvor de rykkede ned i Paulista Serie A2. I 2014 begyndte holdet sæsonen med dårlige præstationer på 2. niveau i det statslige mesterskabet, hvor holdet først undslap nedrykning i den sidste runde. Efter en ubetydelig sæson rykkede holdet igen ned fra det nationale Série C og skulle konkurrere i Série D fra 2015.
Efter en mislykket kampagne i Serie D, blev klubben ikke blive inviteret tilbage til de fire store ligaer af brasiliansk fodbold, hvorfor de kun spillede i statsligaerne.[kilde mangler] Efter at have afsluttet Campeonato Paulista 2018 på 7. plads, kvalificerede de sig imidlertid til Serie D i 2019.

## Titler

### International
- Copa Libertadores

Sølv (1): 2002

### Nationale konkurrencer
- Série A

Sølv (2): 2000, 2001
- Série C

Sølv (1): 1998
- Campeonato Paulista

Vinder (1): 2004
Sølv (1): 2007
- Copa Paulista

Vinder (1): 2019
- Campeonato Paulista Série A2

Vinder (2): 2000, 2017
- Campeonato Paulista Série A3

Vindere (2): 1991, 1998

## Nuværende hold
Oversigten er opdateret til og med 2020-03-15
| Nr. | Land      | Position | Spiller         |
| --- | --------- | -------- | --------------- |
| —   | Brasilien | MM       | Douglas         |
| —   | Brasilien | MM       | Jacsson         |
| —   | Brasilien | MM       | Luiz Daniel     |
| —   | Brasilien | FO       | Alex Reinaldo   |
| —   | Brasilien | FO       | Anderson Luís   |
| —   | Brasilien | FO       | Capa            |
| —   | Brasilien | FO       | Carlos Henrique |
| —   | Brasilien | FO       | Joécio          |
| —   | Brasilien | FO       | Marquinhos      |
| —   | Brasilien | FO       | Max             |
| —   | Brasilien | FO       | Saimon          |
| —   | Brasilien | MI       | Calyson         |
| —   | Brasilien | MI       | Eric Di Maria   |
| —   | Brasilien | MI       | Esley           |
| —   | Brasilien | MI       | Ferreira        |

| Nr. | Land      | Position | Spiller                         |
| --- | --------- | -------- | ------------------------------- |
| —   | Brasilien | MI       | Guilherme Biteco                |
| —   | Brasilien | MI       | Guilherme Lopes                 |
| —   | Brasilien | MI       | Índio                           |
| —   | Brasilien | MI       | Pablo                           |
| —   | Brasilien | MI       | Vinicius Kiss                   |
| —   | Brasilien | MI       | Vitinho (på leje fra Palmeiras) |
| —   | Brasilien | MI       | Willians                        |
| —   | Brasilien | AN       | Bruno Mezenga                   |
| —   | Brasilien | AN       | Diego Rosa                      |
| —   | Brasilien | AN       | Gleyson                         |
| —   | Brasilien | AN       | Hernandes                       |
| —   | Brasilien | AN       | Italo                           |
| —   | Brasilien | AN       | Marlon                          |
| —   | Brasilien | AN       | Minho                           |
| —   | Brasilien | AN       | Rafael Marques                  |
| —   | Brasilien | AN       | Stéfano Yuri                    |

## Stadion
São Caetanos stadion blev bygget i 1955 og går undre navnet Estádio Anacleto Campanella. Dens kapacitet er 22.738 mennesker.